# 塞什普雷
塞什普雷（法語：Seicheprey，法語發音：[sɛʃpʁɛ]）是法国默尔特-摩泽尔省的一个市镇，位于该省西部，属于图勒区。

## 地理
塞什普雷（48°52'12"N, 5°47'28"E）面积8.35 平方千米，位于法国大東部大區默尔特-摩泽尔省，该省份为法国东北部内陆省份，是洛林的一部分，北邻比利时、卢森堡，北起顺时针与摩泽尔省、下莱茵省、孚日省和默兹省接壤。
与塞什普雷接壤的市镇（或旧市镇、城区）包括：克西夫赖和马尔瓦桑、博蒙、贝尔内库尔、弗利雷、芒德尔欧卡特图尔、圣博桑、拉艾维尔、朗比库尔、里什库尔。

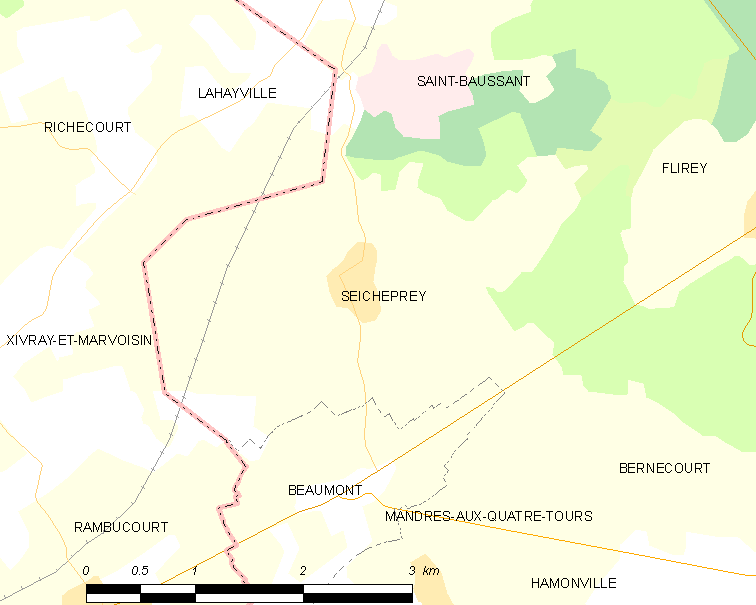
塞什普雷的OSM定位图

塞什普雷的时区为UTC+01:00、UTC+02:00（夏令时）。

## 行政
塞什普雷的邮政编码为54470，INSEE市镇编码为54499。

## 政治
塞什普雷所属的省级选区为北图卢瓦县。

## 人口

1962-2008年间塞什普雷人口变化图示

塞什普雷于2022年1月1日时的人口数量为109人。